# Б
Б, б е втората буква от всички славянски езици и в голяма част от кирилицата. Обозначава звука /b/. В старобългарската азбука има название букы, съответно в църковнославянска — буки, което на съвременен български означава просто буква. В глаголицата се изписва така  и има цифрова стойност 2, а в кирилицата — няма цифрова стойност. Според някои специалисти кирилската буква Б произлиза от прабългарските руни, според други е модификация на гръцката буква β (бета).
Буквата Б има различно ръкописно изписване в сръбската, а оттам и в македонската кирилска азбука. В българския ръкописен вариант главната буква Б се изписва нещо като на h-образно под тилда, докато в сръбското и македонско ръкописно изписване тя изглежда като цифрата 6 под тилда. Съществува разлика в някои шрифтове между малката печатна буква Б в българския ѝ вариант и съответно в сръбския и македонския. В българския буквата наподобява формата на 6-ца, докато в другите две е почти идентична с малката печатна гръцка буква δ.
В ранни варианти на правописа на езика кхоса и зулу буквата Б е използвана като главно съответствие на буквата ɓ, обозначаваща имплозивния съгласен звук [ɓ]. Днес вместо Б и ɓ се използват латинските букви B и b.

## Кодове
| кодова таблица | буква  | десетично | шестнадесетично | осмично | двочино          |
| -------------- | ------ | --------- | --------------- | ------- | ---------------- |
| Уникод         | главна | 1041      | 0411            | 002021  | 0000010000010001 |
| Уникод         | малка  | 1073      | 0431            | 002061  | 0000010000110001 |
| ISO 8859-5     | главна | 177       | b1              | 261     | 0010110001       |
| ISO 8859-5     | малка  | 209       | d1              | 321     | 0011010001       |
| KOI 8          | главна | 226       | e2              | 342     | 0011100010       |
| KOI 8          | малка  | 194       | c2              | 302     | 0011000010       |
| Windows 1251   | главна | 193       | c1              | 301     | 0011000001       |
| Windows 1251   | малка  | 225       | e1              | 341     | 0011100001       |